# جامع كردان
جامع كردان يقع في العاصمة دمشق في منطقة ركن الدين، يعد كل من عدنان النابلسي، إيهاب مشمش مشرفان على تحفيظ القرآن الكريم في الجامع، وأحمد صبح خطيباً له.